# 상가미타
상가미타(산스크리트어: संघमित्रा 상가미트라, 기원전 282년 – 기원전 203년), 법명 아야팔리는 인도 마우리아 제국의 비구니로 스리랑카 전승에서는 아소카의 첫번째 아내인 데비의 딸이자 마힌다의 여동생으로 여겨진다. 상가미타는 그녀의 오빠인 마힌다와 함께 승단에 들어갔다. 두 남매는 아소카와 동시대 사람이었던 데바남피야 티사 (기원전 250년–기원전 210년)의 요청에 따라 불법을 전파하기 위해 스리랑카의 아누라다푸라 왕국으로 갔다. 아소카는 처음에 그의 딸을 해외 선교에 보내기를 꺼려했지만, 상가미타가 고집을 꺾지 않자 그는 결국 동의할 수밖에 없었다. 그녀는 마힌다가 불교로 개종한 후에 아누라다푸라에 있는 티사 왕의 부인인 아눌라와 다른 티사 궁정의 여성들을 서품해 달라는 티사의 요청에 따라 다른 비구니들과 함께 스리랑카로 파견되어 비구니 계보를 열었다.
스리랑카에서 불교 전파에 기여한 상가미타가 그곳에 비구니 승가 또는 메헤이니 사스나(비구니 승단)를 설립한 후, 그녀의 이름은 스리랑카뿐만 아니라 버마, 중국, 태국에서 설립된 "상좌부 불교 여성 승단"과 동의어가 되었다. 그녀가 인도에서 스리랑카의 아누라다푸라에 가져와 심은 보리수는 오늘날에도 남아 있으며, 매년 12월 보름날 스리랑카의 상좌부 불교도들에 의해 우두바파 포야 또는 우포사타 포야와 상가미타의 날로 기념된다.